# André Backhaus
André Backhaus (5 de marzo de 1970) es un deportista alemán que compitió en lucha libre. Ganó una medalla de oro en el Campeonato Europeo de Lucha de 1993, en la categoría de 74 kg.

## Palmarés internacional
| Campeonato Europeo | Campeonato Europeo | Campeonato Europeo | Campeonato Europeo |
| Año                | Lugar              | Medalla            | Categoría          |
| ------------------ | ------------------ | ------------------ | ------------------ |
| 1993               | Estambul (Turquía) | Medalla de oro     | 74 kg              |